# Малокирменское сельское поселение
Малокирменское сельское поселение — сельское поселение в Мамадышском районе Татарстана.
Административный центр — с. Малые Кирмени.

## Население
| 2010 | 2011 | 2012 | 2013 | 2014 | 2015 | 2016 |
| ---- | ---- | ---- | ---- | ---- | ---- | ---- |
| 958  | ↘953 | ↘928 | ↘894 | ↘880 | ↘843 | ↘815 |
| 2017 | 2018 |      |      |      |      |      |
| ↘797 | ↘772 |      |      |      |      |      |

## Административное деление
В состав поселения входят 3 населённых пункта:
- с. Малые Кирмени (Кече Кирмән)
- с. Верхние Яки (Югары Яке)
- с. Су-Елга
- д. Нурма (Норма)